# Bulgarische Fußballmeisterschaft 1942
Die Bulgarische Fußballmeisterschaft 1942 war die 18. Spielzeit der höchsten bulgarischen Fußballspielklasse. Lewski Sofia wurde zum dritten Mal Meister und gewann als erster bulgarischer Verein das Double.
Vereine aus Vardar-Mazedonien, Thrakien und Mazedonien waren ebenso teilnahmeberechtigt, da sie während des Zweiten Weltkriegs unter bulgarischer Verwaltung standen.

## Modus
22 Mannschaften ermittelten im Pokalmodus den Meister. In den ersten beiden Runden wurde in einem Spiel, ab dem Viertelfinale in Hin- und Rückspiel gespielt.

## Teilnehmer
| - Atletik Dupniza - Botew Chaskowo - Pobeda Plowdiw - Botew Sofia - Georgi Draschew Jambol - Goze Deltschew Prilep - Chan Kubrat Popowo - Knjaginja Maria Luisa Lom | - Knjas Kiril Preslawski Sofia - Lewski Sofia - Makedonija Bitolja - Makedonija Skopje - Pobeda Warna - Slawia Sofia - SP 39 Plewen - Sportklub Plowdiw | - Titscha Warna - Vardar Skopje - Zar Boris III. Dobritsch - ZSK Russe - ZSK Sofia - ZSK Skopje |

## 1. Runde
Ein Freilos erhielten: ZSK Russe und Makedonija Skopje.
|                           | Ergebnis |                              |
| ------------------------- | -------- | ---------------------------- |
| Titscha Warna             | 4:0      | Zar Boris III. Dobritsch     |
| Chan Kubrat Popowo        | 1:2      | Pobeda Warna                 |
| Knjaginja Maria Luisa Lom | 3:1      | Botew Sofia                  |
| Atletik Dupniza           | 1:0      | Knjas Kiril Preslawski Sofia |
| Pobeda Plowdiw            | 2:5      | Lewski Sofia                 |
| Botew Chaskowo            | 1:4      | Sportklub Plowdiw            |
| SP 39 Plewen              | 0:1      | ZSK Sofia                    |
| Slawia Sofia              | 6:0      | Georgi Draschew Jambol       |
| ZSK Skopje                | 8:0      | Goze Deltschew Prilep        |
| Makedonija Bitolja        | 4:1      | Vardar Skopje                |

## Achtelfinale
|                   | Ergebnis |                           |
| ----------------- | -------- | ------------------------- |
| Slawia Sofia      | 1:0      | Makedonija Bitolja        |
| Titscha Warna     | 4:0      | ZSK Russe                 |
| ZSK Sofia         | 3:0      | ZSK Skopje                |
| Lewski Sofia      | 5:2      | Atletik Dupniza           |
| Sportklub Plowdiw | 0:2      | Makedonija Skopje         |
| Pobeda Warna      | 4:0      | Knjaginja Maria Luisa Lom |

## Viertelfinale
|                   | Gesamt |               | Hinspiel | Rückspiel |
| ----------------- | ------ | ------------- | -------- | --------- |
| Lewski Sofia      | 6:0    | Titscha Warna | 4:0      | 2:0       |
| Makedonija Skopje | 6:1    | ZSK Sofia     | 3:1      | 03:0 1    |
| Pobeda Warna      | 1:1    | Slawia Sofia  | 1:1      | 0:0 n. V. |

### Entscheidungsspiele
|              | Gesamt |              | Hinspiel | Rückspiel |
| ------------ | ------ | ------------ | -------- | --------- |
| Pobeda Warna | 1:3    | Slawia Sofia | 0:0      | 1:3       |

## Halbfinale
Ein Freilos erhielt: Lewski Sofia
|                   | Gesamt |              | Hinspiel | Rückspiel |
| ----------------- | ------ | ------------ | -------- | --------- |
| Makedonija Skopje | 5:4    | Slawia Sofia | 5:1      | 0:3       |

## Finale
| Datum          |                   | Gesamt |              | Hinspiel | Rückspiel |
| -------------- | ----------------- | ------ | ------------ | -------- | --------- |
| 11./18.10.1942 | Makedonija Skopje | 0:3    | Lewski Sofia | 0:2      | 0:1       |